# زولتسدورف ان در لدرهکه
زولتسدورف ان در لدرهکه (به آلمانی: Sulzdorf an der Lederhecke) یک شهر در آلمان است که در رن-گرابفلد واقع شده‌است.